# Rue Lheureux
Rue Lheureux är en gata i Quartier de Bercy i Paris tolfte arrondissement. Gatan är uppkallad efter den franske arkitekten Louis-Ernest Lheureux (1827–1898). Rue Lheureux börjar vid Avenue des Terroirs-de-France 33 och slutar vid Rue des Pirogues-de-Bercy 30.

## Bilder
| - Gatuskylt. - Notre-Dame-de-la-Nativité de Bercy. - Parc de Bercy. - Bercy Village. |

## Omgivningar
- Notre-Dame-de-la-Nativité de Bercy
- Parc de Bercy
- Bercy Village
- Cour du Ponant
- Cour Saint-Émilion
- Passage Saint-Émilion
- Passage Saint-Vivant
- Rue des Pirogues-de-Bercy
- Passage Dubuffet
- Rue de Libourne
- Rue des Mâconnais
- Rue de Thorins

## Kommunikationer
- Tunnelbana – linje  – Cour Saint-Émilion
- Busshållplats Terroirs de France – Paris bussnät

### Webbkällor
- ”Rue Lheureux”. Mairie de Paris. https://web.archive.org/web/20160303214920/http://www.v2asp.paris.fr/commun/v2asp/v2/nomenclature_voies/Voieactu/5580.nom.htm. Läst 7 oktober 2023.
- ”Rue Lheureux (12ème arrondissement)”. Les rues de Paris. https://web.archive.org/web/20190929131823/http://www.parisrues.com/rues12/paris-12-rue-lheureux.html. Läst 7 oktober 2023.